# 排芳駅
排芳駅（ペバンえき）は、大韓民国忠清南道牙山市にある韓国鉄道公社長項電鉄線（長項線）の駅である。駅番号は(P174)。
湖西大（ホソデ）の副駅名を持つ。

## 駅構造
- 島式ホーム2面4線の高架駅。

## 駅周辺
- 南側に高層アパートなどが建つ市街地があるが、北側は未開発のままである。
- 湖西大学校 - 南へ約5km離れている。

## 歴史
- 1922年6月1日 - 「毛山駅」として開業。
- 2007年3月30日 - 新線上に移転のうえ「排芳駅」に改称。この日より旅客列車の客扱いを中止。
- 2008年12月15日 - 長項電鉄線が開業し、営業を再開。

## 隣の駅
韓国鉄道公社
●長項電鉄線
緩行
湯井駅 (P173) - 排芳駅 (P174) - 温陽温泉駅 (P176)